# Louis Gonne
 (décembre 2020).
Louis Charles Jérôme Gonne, né à Braives en le 16 mars 1860 et mort à Liège le 10 avril 1934, est un avocat, magistrat et fonctionnaire belge. 
Il est essentiellement connu pour son rôle d’administrateur de la Sûreté de l’État durant la Première Guerre mondiale.

## Enfance et formation
Louis Gonne naît à Braives dans le courant de l’année 1860 dans un foyer à conviction catholique. Il est le fils aîné de Christine Esser, originaire d’Allemagne, mère au foyer et de Maximilien Joseph Gonne, ingénieur et directeur d’une entreprise spécialisée dans la construction de moteurs à Waremme.  
Louis Gonne connait une enfance paisible au sein d’une famille fortunée. Il grandit en Hesbaye, une région connue pour sa richesse agricole et la réussite de ses entreprises.
Il effectue son cursus universitaire à l’Université de Liège, où il obtient un doctorat en droit au début des années 1880.

### Avant le mandat comme administrateur de la Sûreté de l’État
Une fois son diplôme obtenu, il s’inscrit comme avocat au barreau de Liège, où il s’installe au début des années 1880. Il parvient à gravir les échelons, devenant substitut du procureur du roi au tribunal de première instance de Liège, de Namur puis procureur du roi près du tribunal de première instance de Hasselt, en 1903. Cette nomination lui permet de développer sa connaissance du néerlandais même s’il continue à s’exprimer majoritairement en français.
S’il évolue sur le plan professionnel, il consacre également du temps à sa famille à la sortie de ses études : il épouse Augusta Marie Thérèse Joséphine Vandenberg à Liège le 2 septembre 1884. Il devient le père de deux filles : Christine Marie Hortense Louise Gonne né le 13 juillet 1885 à Liège mais aussi Jeanne Augusta Marie Henriette Gonne né le 28 avril 1888.  
Louis Gonne est le frère de Ferdinand Gonne, chef de file du parti catholique du canton de Huy avec qui il conserve de bonnes relations.

### Administrateur de la Sûreté de l’État
À la fin de l’année 1906, il est nommé administrateur de la Sureté de l’État et Directeur général des prisons. Louis Gonne se met à la disposition du ministre de la Justice et est nommé au poste. Il est l’un des magistrats les plus distingués du pays et est apprécié par ses pairs mais aussi par la presse pour sa sympathie, sa bonhomie et pour son talent d’orateur. Il succède à De Latour, décédé quelques semaines plus tôt.
Louis Gonne occupe le poste durant une période difficile. En effet, son mandat peut être divisé en deux périodes bien distinctes. La première période allant du début de l’année 1907 jusqu’en 1917. En effet, il reste à la tête de la direction de la Sûreté de l’État durant l’ensemble de la Première Guerre Mondiale. Durant cette période, il est nommé comme officier de l’ordre de Léopold en sa qualité de directeur général au ministère de la Justice. Dès l’année 1907, il déménage à Etterbeek, avenue d’Auderghem 106. Son poste, non négligeable sur le plan protocolaire, lui permet de développer de nombreuses relations avec la classe politique en place durant cette période. Il se rend à de multiples festivités organisées par des ministres ou des ambassadeurs.
L’administration continue de fonctionner normalement jusqu’au début de la Première Guerre mondiale. Louis Gonne se charge de l’organisation administrative et du respect des décisions politiques.
La deuxième période de son mandat se développe directement à la fin de la Première Guerre mondiale jusqu’en 1927, année de sa démission. Il conserve de bonnes relations avec ses ministres de tutelle mais connait une perte d’influence à la tête de l’administration. Il est secondé par De Rode, qu’il lui succède en 1927. Son travail consiste en une multitude de tâches administratives. Cela passe du contrôle du personnel jusqu’aux principales décisions en matière de contrôles des étrangers.

### Retour à la vie normale
Après sa démission au début de l’année 1927, il retourne vivre dans la région liégeoise accompagné de son épouse. Il meurt le 9 avril 1934 et repose au cimetière de Robermont.